# Saison 2023-2024 des Grizzlies de Memphis
La saison 2023-2024 des Grizzlies de Memphis est la 29e saison de la franchise en National Basketball Association (NBA) et la 23e saison dans la ville de Memphis.
Le 20 mars, les Grizzlies sont éliminés de la course aux playoffs.

## Draft
| Tour | Choix | Joueur          | Poste | Nationalité        | Provenance                      |
| ---- | ----- | --------------- | ----- | ------------------ | ------------------------------- |
| 1    | 25    | Marcus Sasser   | PG    | États-Unis         | Cougars de Houston              |
| 2    | 45    | G. G. Jackson   | PF    | États-Unis         | Gamecocks de la Caroline du Sud |
| 2    | 56    | Tarik Biberović | SF    | Bosnie-Herzégovine | Fenerbahçe SK (Turquie)         |

## Matchs

### Summer League
| Summer League Total: 4-4 |

| Match | Date match | Équipe        | Score   | Meilleur marqueur       | Meilleur rebondeur      | Meilleur passeur   | Lieux Spectateurs  | Série |
| ----- | ---------- | ------------- | ------- | ----------------------- | ----------------------- | ------------------ | ------------------ | ----- |
| 1     | 3 juillet  | Philadelphie  | V 94-92 | Kenneth Lofton Jr. (21) | Kenneth Lofton Jr. (13) | Jacob Gilyard (7)  | Delta Center 0     | 1 - 0 |
| 2     | 5 juillet  | Oklahoma City | V 94-86 | Jake LaRavia (25)       | Vince Williams Jr. (9)  | Jacob Gilyard (6)  | Delta Center 0     | 2 - 0 |
| 3     | 6 juillet  | Utah          | D 83-98 | G. G. Jackson (23)      | G. G. Jackson (10)      | Ayayi, Ferrari (4) | Delta Center 8 838 | 2 - 1 |

| Match | Date match | Équipe        | Score    | Meilleur marqueur        | Meilleur rebondeur      | Meilleur passeur   | Lieux Spectateurs      | Série |
| ----- | ---------- | ------------- | -------- | ------------------------ | ----------------------- | ------------------ | ---------------------- | ----- |
| 1     | 8 juillet  | Chicago       | V 87-80  | Kenneth Lofton Jr. (23)  | David Roddy (8)         | Jacob Gilyard (8)  | Cox Pavilion 0         | 1 - 0 |
| 2     | 10 juillet | Cleveland     | D 77-100 | David Roddy (18)         | Kenneth Lofton Jr. (6)  | Jacob Gilyard (5)  | Cox Pavilion 0         | 1 - 1 |
| 3     | 12 juillet | L.A. Clippers | D 74-83  | Kenneth Lofton Jr. (24)  | Kenneth Lofton Jr. (10) | Gilyard, Roddy (6) | Cox Pavilion 0         | 1 - 2 |
| 4     | 14 juillet | L.A. Lakers   | V 100-69 | David Roddy (21)         | Vince Williams Jr. (11) | Jacob Gilyard (7)  | Thomas & Mack Center 0 | 2 - 2 |
| 5     | 15 juillet | Phoenix       | D 79-102 | Biberović, Mohammed (13) | G. G. Jackson (6)       | Quatre joueurs (3) | Thomas & Mack Center 0 | 2 - 3 |

### Pré-saison
| Pré-saison Total: 2-3 (Domicile : 2-0; Extérieur : 0-3) |

| Match | Date match | Équipe      | Score          | Meilleur marqueur      | Meilleur rebondeur       | Meilleur passeur   | Lieux Spectateurs       | Série |
| ----- | ---------- | ----------- | -------------- | ---------------------- | ------------------------ | ------------------ | ----------------------- | ----- |
| 1     | 8 octobre  | Indiana     | V 127-122 (OT) | Jaren Jackson Jr. (18) | Santi Aldama (8)         | Jacob Gilyard (6)  | FedExForum 14 403       | 1 - 0 |
| 2     | 10 octobre | Milwaukee   | V 108-102      | Desmond Bane (21)      | Xavier Tillman (8)       | Derrick Rose (7)   | FedExForum 14 797       | 2 - 0 |
| 3     | 12 octobre | @ Atlanta   | D 102-103      | G. G. Jackson (24)     | Vince Williams Jr. (9)   | Jacob Gilyard (10) | State Farm Arena 12 437 | 2 - 1 |
| 4     | 15 octobre | @ Miami     | D 124-132      | Desmond Bane (26)      | Jackson Jr., Tillman (6) | Gilyard, Rose (5)  | Kaseya Center 19 600    | 2 - 2 |
| 5     | 20 octobre | @ Milwaukee | D 116-124      | Desmond Bane (24)      | Tillman, Williams (7)    | Marcus Smart (6)   | Fiserv Forum 15 993     | 2 - 3 |

### Saison régulière
| Saison régulière Total: 27-55 (Domicile : 8-32; Extérieur : 19-23) |

| Match | Date       | Équipe              | Score     | Meilleur marqueur      | Meilleur rebondeur        | Meilleur passeur | Lieux Spectateurs        | Série |
| ----- | ---------- | ------------------- | --------- | ---------------------- | ------------------------- | ---------------- | ------------------------ | ----- |
| 1     | 25 octobre | La Nouvelle-Orléans | D 104-111 | Desmond Bane (31)      | Xavier Tillman (12)       | Desmond Bane (5) | FedExForum 17 798        | 0 - 1 |
| 2     | 27 octobre | Denver              | D 104-108 | Jaren Jackson Jr. (21) | Jackson Jr., Williams (9) | Marcus Smart (5) | FedExForum 16 617        | 0 - 2 |
| 3     | 28 octobre | @ Washington        | D 106-113 | Desmond Bane (26)      | Ziaire Williams (10)      | Marcus Smart (6) | Capital One Arena 16 191 | 0 - 3 |
| 4     | 30 octobre | Dallas              | D 110-125 | Bane, Jackson Jr. (30) | Gilyard, Smart (6)        | Marcus Smart (9) | FedExForum 15 031        | 0 - 4 |

| Match                                                                      | Date match   | Équipe          | Score          | Meilleur marqueur      | Meilleur rebondeur         | Meilleur passeur    | Lieux Spectateurs        | Série  |
| -------------------------------------------------------------------------- | ------------ | --------------- | -------------- | ---------------------- | -------------------------- | ------------------- | ------------------------ | ------ |
| 5                                                                          | 1er novembre | @ Utah          | D 109-133      | Desmond Bane (21)      | Jaren Jackson Jr. (8)      | Desmond Bane (26)   | Delta Center 18 206      | 0 - 5  |
| 6                                                                          | 3 novembre   | @ Portland*     | D 113-115 (OT) | Desmond Bane (33)      | Jaren Jackson Jr. (10)     | Desmond Bane (7)    | Moda Center 18 592       | 0 - 6  |
| 7                                                                          | 5 novembre   | @ Portland      | V 112-100      | Desmond Bane (30)      | Bismack Biyombo (11)       | Bane, Smart (5)     | Moda Center 18 187       | 1 - 6  |
| 8                                                                          | 8 novembre   | Miami           | D 102-108      | Jaren Jackson Jr. (28) | Bismack Biyombo (10)       | Marcus Smart (7)    | FedExForum 16 781        | 1 - 7  |
| 9                                                                          | 10 novembre  | Utah*           | D 121-127      | Desmond Bane (37)      | Bismack Biyombo (14)       | Bane, Gilyard (8)   | FedExForum 16 977        | 1 - 8  |
| 10                                                                         | 12 novembre  | @ L.A. Clippers | V 105-101      | Desmond Bane (27)      | Bismack Biyombo (12)       | Marcus Smart (7)    | Crypto.com Arena 17 220  | 2 - 8  |
| 11                                                                         | 14 novembre  | @ L.A. Lakers*  | D 107-134      | Santi Aldama (24)      | Bismack Biyombo (8)        | John Konchar (6)    | Crypto.com Arena 18 430  | 2 - 9  |
| 12                                                                         | 18 novembre  | @ San Antonio   | V 120-108      | Jaren Jackson Jr. (27) | Santi Aldama (10)          | Ziaire Williams (5) | Frost Bank Center 18 354 | 3 - 9  |
| 13                                                                         | 19 novembre  | Boston          | D 100-102      | Desmond Bane (30)      | Santi Aldama (12)          | Desmond Bane (8)    | FedExForum 17 798        | 3 - 10 |
| 14                                                                         | 22 novembre  | @ Houston       | D 91-111       | Bane, Jackson Jr. (23) | John Konchar (11)          | Bane, Gilyard (4)   | Toyota Center 18 055     | 3 - 11 |
| 15                                                                         | 24 novembre  | Phoenix*        | D 89-110       | Santi Aldama (21)      | Jaren Jackson Jr. (7)      | Desmond Bane (10)   | FedExForum 17 794        | 3 - 12 |
| 16                                                                         | 26 novembre  | Minnesota       | D 97-119       | Jaren Jackson Jr. (18) | Santi Aldama (7)           | Bane, Rose (4)      | FedExForum 15 764        | 3 - 13 |
| 17                                                                         | 29 novembre  | Utah            | V 105-91       | Jaren Jackson Jr. (20) | Williams Jr., Williams (8) | Bane, Rose (9)      | FedExForum 15 327        | 4 - 13 |
| *Matchs comptant pour la phase de groupe du NBA In-Season Tournament 2023. |              |                 |                |                        |                            |                     |                          |        |

| Match | Date match   | Équipe                | Score          | Meilleur marqueur       | Meilleur rebondeur            | Meilleur passeur  | Lieux Spectateurs               | Série   |
| ----- | ------------ | --------------------- | -------------- | ----------------------- | ----------------------------- | ----------------- | ------------------------------- | ------- |
| 18    | 1er décembre | @ Dallas              | V 108-94       | Desmond Bane (30)       | Santi Aldama (12)             | Desmond Bane (5)  | American Airlines Center 20 150 | 5 - 13  |
| 19    | 2 décembre   | @ Phoenix             | D 109-116      | Jaren Jackson Jr. (37)  | Jaren Jackson Jr. (9)         | Desmond Bane (5)  | Footprint Center 17 071         | 5 - 14  |
| 20    | 6 décembre   | @ Détroit             | V 116-102      | Desmond Bane (49)       | Bismack Biyombo (11)          | Desmond Bane (8)  | Little Caesars Arena 12 862     | 6 - 14  |
| 21    | 8 décembre   | Minnesota             | D 103-127      | Jaren Jackson Jr. (21)  | Santi Aldama (10)             | Derrick Rose (7)  | FedExForum 12 862               | 6 - 15  |
| 22    | 11 décembre  | Dallas                | D 113-120      | Jaren Jackson Jr. (41)  | Vince Williams Jr. (9)        | Desmond Bane (8)  | FedExForum 16 379               | 6 - 16  |
| 23    | 13 décembre  | @ Houston             | D 104-117      | Jaren Jackson Jr. (44)  | Jackson Jr., Williams Jr. (7) | Derrick Rose (6)  | Toyota Center 16 379            | 6 - 17  |
| 24    | 15 décembre  | Houston               | D 96-103       | Desmond Bane (28)       | Desmond Bane (13)             | Trois joueurs (3) | FedExForum 16 941               | 6 - 18  |
| 25    | 18 décembre  | @ Oklahoma City       | D 97-116       | Ziaire Williams (19)    | Santi Aldama (9)              | Jacob Gilyard (7) | Paycom Center 16 409            | 6 - 19  |
| 26    | 19 décembre  | @ La Nouvelle-Orléans | V 115-113      | Ja Morant (34)          | John Konchar (8)              | Ja Morant (8)     | Smoothie King Center 18 355     | 7 - 19  |
| 27    | 21 décembre  | Indiana               | V 116-103      | Desmond Bane (31)       | Jaren Jackson Jr. (8)         | Ja Morant (8)     | FedExForum 18 160               | 8 - 19  |
| 28    | 23 décembre  | @ Atlanta             | V 125-119      | Desmond Bane (37)       | Biyombo, Williams Jr. (11)    | Ja Morant (11)    | State Farm Arena 17 632         | 9 - 19  |
| 29    | 26 décembre  | @ La Nouvelle-Orléans | V 116-115 (OT) | Ja Morant (31)          | Jaren Jackson Jr. (10)        | Bane, Morant (7)  | Smoothie King Center 18 538     | 10 - 19 |
| 30    | 28 décembre  | @ Denver              | D 105-142      | Desmond Bane (23)       | Vince Williams Jr. (11)       | Marcus Smart (5)  | Ball Arena 19 733               | 10 - 20 |
| 31    | 29 décembre  | @ L.A. Clippers       | D 106-117      | Jackson Jr., Smart (22) | Desmond Bane (7)              | Ja Morant (10)    | Crypto.com Arena 19 370         | 10 - 21 |
| 32    | 31 décembre  | Sacramento            | D 92-123       | Jaren Jackson Jr. (18)  | Desmond Bane (7)              | Desmond Bane (6)  | FedExForum 17 794               | 10 - 22 |

| Match | Date match | Équipe        | Score     | Meilleur marqueur       | Meilleur rebondeur      | Meilleur passeur         | Lieux Spectateurs               | Série   |
| ----- | ---------- | ------------- | --------- | ----------------------- | ----------------------- | ------------------------ | ------------------------------- | ------- |
| 33    | 2 janvier  | San Antonio   | V 106-98  | Ja Morant (26)          | Santi Aldama (11)       | Ja Morant (10)           | FedExForum 17 794               | 11 - 22 |
| 34    | 3 janvier  | Toronto       | D 111-116 | Ja Morant (28)          | Aldama, Morant (8)      | Ja Morant (9)            | FedExForum 16 385               | 11 - 23 |
| 35    | 5 janvier  | @ L.A. Lakers | V 127-113 | Jaren Jackson Jr. (31)  | Bismack Biyombo (10)    | Desmond Bane (13)        | Crypto.com Arena 18 997         | 12 - 23 |
| 36    | 7 janvier  | @ Phoenix     | V 121-115 | Jaren Jackson Jr. (28)  | Jaren Jackson Jr. (10)  | Marcus Smart (8)         | Footprint Center 17 071         | 13 - 23 |
| 37    | 9 janvier  | @ Dallas      | V 120-103 | Desmond Bane (32)       | Xavier Tillman (11)     | Vince Williams Jr. (6)   | American Airlines Center 20 116 | 14 - 23 |
| 38    | 12 janvier | L.A. Clippers | D 119-128 | Jaren Jackson Jr. (21)  | Xavier Tillman (9)      | Jacob Gilyard (8)        | FedExForum 16 617               | 14 - 24 |
| 39    | 13 janvier | New York      | D 94-106  | G. G. Jackson (20)      | Vince Williams Jr. (8)  | Vince Williams Jr. (8)   | FedExForum 16 598               | 14 - 25 |
| 40    | 15 janvier | Golden State  | V 116-107 | Vince Williams Jr. (24) | Roddy, Williams Jr. (7) | Jackson Jr., Kennard (5) | FedExForum 16 612               | 15 - 25 |
| 41    | 18 janvier | @ Minnesota   | D 103-118 | Jaren Jackson Jr. (36)  | Vince Williams Jr. (7)  | Xavier Tillman (6)       | Target Center 18 024            | 15 - 26 |
| 42    | 20 janvier | @ Chicago     | D 96-125  | Jaren Jackson Jr. (26)  | Santi Aldama (8)        | Kennard, Konchar (6)     | United Center 21 441            | 15 - 27 |
| 43    | 22 janvier | @ Toronto     | V 108-100 | Jaren Jackson Jr. (27)  | Vince Williams Jr. (10) | Luke Kennard (7)         | Scotiabank Arena 18 577         | 16 - 27 |
| 44    | 24 janvier | @ Miami       | V 105-96  | Vince Williams Jr. (25) | John Konchar (10)       | Jacob Gilyard (7)        | Kaseya Center 19 600            | 17 - 27 |
| 45    | 26 janvier | Orlando       | V 107-106 | Jaren Jackson Jr. (30)  | David Roddy (10)        | Luke Kennard (6)         | FedExForum 16 823               | 18 - 27 |
| 46    | 28 janvier | @ Indiana     | D 110-116 | Jaren Jackson Jr. (25)  | Vince Williams Jr. (8)  | Trois joueurs (4)        | Gainbridge Fieldhouse 16 519    | 18 - 28 |
| 47    | 29 janvier | Sacramento    | D 94-103  | Jaren Jackson Jr. (22)  | David Roddy (10)        | Gilyard, Pippen Jr. (5)  | FedExForum 15 333               | 18 - 29 |

| Match                  | Date match  | Équipe              | Score     | Meilleur marqueur       | Meilleur rebondeur      | Meilleur passeur         | Lieux Spectateurs            | Série   |
| ---------------------- | ----------- | ------------------- | --------- | ----------------------- | ----------------------- | ------------------------ | ---------------------------- | ------- |
| 48                     | 1er février | Cleveland           | D 101-108 | Jaren Jackson Jr. (25)  | Santi Aldama (9)        | Jacob Gilyard (6)        | FedExForum 15 505            | 18 - 30 |
| 49                     | 2 février   | Golden State        | D 101-121 | Jaren Jackson Jr. (27)  | John Konchar (12)       | Gilyard, Konchar (5)     | FedExForum 17 794            | 18 - 31 |
| 50                     | 4 février   | @ Boston            | D 91-131  | Scotty Pippen Jr. (19)  | Tosan Evbuomwan (12)    | Jacob Gilyard (6)        | TD Garden 19 156             | 18 - 32 |
| 51                     | 6 février   | @ New York          | D 113-123 | Vince Williams Jr. (19) | Trey Jemison (7)        | Trois joueurs (5)        | Madison Square Garden 19 013 | 18 - 33 |
| 52                     | 8 février   | Chicago             | D 110-118 | Jaren Jackson Jr. (28)  | Vince Williams Jr. (11) | Vince Williams Jr. (8)   | FedExForum 16 285            | 18 - 34 |
| 53                     | 10 février  | @ Charlotte         | D 106-115 | Jaren Jackson Jr. (29)  | John Konchar (10)       | Vince Williams Jr. (8)   | Spectrum Center 17 259       | 18 - 35 |
| 54                     | 12 février  | La Nouvelle-Orléans | D 87-96   | Jaren Jackson Jr. (22)  | Lamar Stevens (7)       | Vince Williams Jr. (9)   | FedExForum 17 259            | 18 - 36 |
| 55                     | 14 février  | Houston             | V 121-113 | G. G. Jackson (20)      | G. G. Jackson (9)       | Vince Williams Jr. (7)   | FedExForum 15 012            | 19 - 36 |
| 56                     | 15 février  | Milwaukee           | V 113-110 | Jackson, Williams (27)  | Vince Williams Jr. (12) | Aldama, Williams Jr. (7) | FedExForum 16 544            | 20 - 36 |
| NBA All-Star Game 2024 |             |                     |           |                         |                         |                          |                              |         |
| 57                     | 23 février  | L.A. Clippers       | D 95-101  | Jaren Jackson Jr. (29)  | Lamar Stevens (8)       | Vince Williams Jr. (8)   | FedExForum 17 255            | 20 - 37 |
| 58                     | 26 février  | Brooklyn            | D 86-111  | Lamar Stevens (17)      | Lamar Stevens (6)       | Vince Williams Jr. (5)   | FedExForum 15 417            | 20 - 38 |
| 59                     | 28 février  | @ Minnesota         | D 101-110 | Jaren Jackson Jr. (33)  | Jaren Jackson Jr. (13)  | Jordan Goodwin (8)       | Target Center 18 024         | 20 - 39 |

| Match | Date match | Équipe          | Score          | Meilleur marqueur         | Meilleur rebondeur       | Meilleur passeur       | Lieux Spectateurs         | Série   |
| ----- | ---------- | --------------- | -------------- | ------------------------- | ------------------------ | ---------------------- | ------------------------- | ------- |
| 60    | 1er mars   | Portland        | D 92-122       | Jake LaRavia (21)         | Santi Aldama (8)         | Vince Williams Jr. (5) | FedExForum 15 493         | 20 - 40 |
| 61    | 2 mars     | Portland        | D 100-107 (OT) | Aldama, Williams Jr. (21) | Aldama, Williams Jr. (8) | Jordan Goodwin (8)     | FedExForum 16 381         | 20 - 41 |
| 62    | 4 mars     | @ Brooklyn      | V 106-102      | Luke Kennard (25)         | Jake LaRavia (10)        | Vince Williams Jr. (6) | Barclays Center 15 847    | 21 - 41 |
| 63    | 6 mars     | @ Philadelphie  | V 115-109      | Jaren Jackson Jr. (30)    | Jake LaRavia (13)        | Vince Williams Jr. (9) | Wells Fargo Center 15 847 | 22 - 41 |
| 64    | 8 mars     | Atlanta         | D 92-99        | Jaren Jackson Jr. (21)    | Jaren Jackson Jr. (9)    | Vince Williams Jr. (6) | FedExForum 16 667         | 22 - 42 |
| 65    | 10 mars    | @ Oklahoma City | D 93-124       | G. G. Jackson (30)        | DeJon Jarreau (10)       | DeJon Jarreau (5)      | Paycom Center 18 203      | 22 - 43 |
| 66    | 12 mars    | Washington      | V 109-97       | Trey Jemison (24)         | Jordan Goodwin (12)      | Luke Kennard (8)       | FedExForum 15 291         | 23 - 43 |
| 67    | 13 mars    | Charlotte       | D 98-110       | G. G. Jackson (26)        | John Konchar (9)         | Scotty Pippen Jr. (10) | FedExForum 16 717         | 23 - 44 |
| 68    | 16 mars    | Oklahoma City   | D 112-118      | Desmond Bane (22)         | Aldama, Jackson Jr. (6)  | Luke Kennard (9)       | FedExForum 17 012         | 23 - 45 |
| 69    | 18 mars    | @ Sacramento    | D 111-121 (OT) | Jaren Jackson Jr. (25)    | John Konchar (10)        | Jake LaRavia (5)       | Golden 1 Center 17 832    | 23 - 46 |
| 70    | 20 mars    | @ Golden State  | D 116-137      | G. G. Jackson (35)        | DeJon Jarreau (10)       | John Konchar (5)       | Chase Center 18 064       | 23 - 47 |
| 71    | 22 mars    | @ San Antonio   | V 99-97        | Jaren Jackson Jr. (28)    | Santi Aldama (13)        | Jordan Goodwin (5)     | Frost Bank Center 17 408  | 24 - 47 |
| 72    | 25 mars    | @ Denver        | D 103-128      | Lamar Stevens (19)        | Santi Aldama (9)         | Jaren Jackson Jr. (5)  | Ball Arena 19 536         | 24 - 48 |
| 73    | 27 mars    | L.A. Lakers     | D 124-136      | Desmond Bane (26)         | Jaren Jackson Jr. (9)    | Desmond Bane (16)      | FedExForum 17 794         | 24 - 49 |
| 74    | 30 mars    | @ Orlando       | D 88-118       | Jordan Goodwin (16)       | Jordan Goodwin (11)      | Luke Kennard (5)       | Kia Center 18 009         | 24 - 50 |

| Match | Date match | Équipe       | Score     | Meilleur marqueur      | Meilleur rebondeur    | Meilleur passeur        | Lieux Spectateurs                 | Série   |
| ----- | ---------- | ------------ | --------- | ---------------------- | --------------------- | ----------------------- | --------------------------------- | ------- |
| 75    | 1er avril  | @ Détroit    | V 110-108 | Jaren Jackson Jr. (40) | Jordan Goodwin (13)   | Luke Kennard (8)        | Little Caesars Arena 19 999       | 25 - 50 |
| 76    | 3 avril    | @ Milwaukee  | V 111-101 | Jaren Jackson Jr. (35) | Goodwin, Jackson (12) | Jordan Goodwin (7)      | Fiserv Forum 17 420               | 26 - 50 |
| 77    | 5 avril    | Détroit      | V 108-90  | Jemison, Pereira (17)  | Trey Jemison (13)     | Scotty Pippen Jr. (7)   | FedExForum 16 745                 | 27 - 50 |
| 78    | 6 avril    | Philadelphie | D 96-116  | Scotty Pippen Jr. (24) | Mãozinha Pereira (11) | Scotty Pippen Jr. (5)   | FedExForum 17 794                 | 27 - 51 |
| 79    | 9 avril    | San Antonio  | D 87-102  | Trois joueurs (14)     | Jordan Goodwin (19)   | Trois joueurs (5)       | FedExForum 16 108                 | 27 - 52 |
| 80    | 10 avril   | @ Cleveland  | D 98-110  | Jake LaRavia (32)      | Trey Jemison (9)      | Scotty Pippen Jr. (6)   | Rocket Mortgage FieldHouse 19 432 | 27 - 53 |
| 81    | 12 avril   | L.A. Lakers  | D 120-123 | G. G. Jackson (31)     | Jordan Goodwin (17)   | LaRavia, Pippen Jr. (6) | Rocket Mortgage FieldHouse 19 432 | 27 - 54 |
| 82    | 14 avril   | Denver       | D 111-126 | G. G. Jackson (44)     | G. G. Jackson (12)    | Scotty Pippen Jr. (7)   | Rocket Mortgage FieldHouse 17 544 | 27 - 55 |

### Confrontations en saison régulière
| Conférence Est      | Conférence Est                             | Conférence Est                             | Conférence Est                             | Conférence Ouest                           | Conférence Ouest                           | Conférence Ouest                           | Conférence Ouest                           | Conférence Ouest                           |
| Division Atlantique | Division Atlantique                        | Division Atlantique                        | Division Atlantique                        | Division Nord-Ouest                        | Division Nord-Ouest                        | Division Nord-Ouest                        | Division Nord-Ouest                        | Division Nord-Ouest                        |
| Équipe              | Domicile                                   | Extérieur                                  | Extérieur                                  | Équipe                                     | Domicile                                   | Domicile                                   | Extérieur                                  | Extérieur                                  |
| ------------------- | ------------------------------------------ | ------------------------------------------ | ------------------------------------------ | ------------------------------------------ | ------------------------------------------ | ------------------------------------------ | ------------------------------------------ | ------------------------------------------ |
| Boston              | 100-102                                    | 91-131                                     |                                            | Denver                                     | 104-108                                    | 111-126                                    | 105-142                                    | 103-128                                    |
| Brooklyn            | 86-111                                     | 106-102                                    |                                            | Minnesota                                  | 97-119                                     | 103-127                                    | 103-118                                    | 101-110                                    |
| New York            | 94-106                                     | 113-123                                    |                                            | Oklahoma City                              | 112-118                                    |                                            | 97-116                                     | 93-124                                     |
| Philadelphie        | 96-116                                     | 115-109                                    |                                            | Portland                                   | 92-122                                     | 100-107 (OT)                               | 113-115 (OT)                               | 112-100                                    |
| Toronto             | 111-116                                    | 108-100                                    |                                            | Utah                                       | 121-127                                    | 105-91                                     | 109-133                                    |                                            |
| Division            | 3-7 (Domicile : 0-5; Extérieur : 3-2)      | 3-7 (Domicile : 0-5; Extérieur : 3-2)      | 3-7 (Domicile : 0-5; Extérieur : 3-2)      | Division                                   | 2-16 (Domicile : 1-8; Extérieur : 1-8)     | 2-16 (Domicile : 1-8; Extérieur : 1-8)     | 2-16 (Domicile : 1-8; Extérieur : 1-8)     | 2-16 (Domicile : 1-8; Extérieur : 1-8)     |
| Division Centrale   | Division Centrale                          | Division Centrale                          | Division Centrale                          | Division Pacifique                         | Division Pacifique                         | Division Pacifique                         | Division Pacifique                         | Division Pacifique                         |
| Équipe              | Domicile                                   | Extérieur                                  | Extérieur                                  | Équipe                                     | Domicile                                   | Domicile                                   | Extérieur                                  | Extérieur                                  |
| Chicago             | 110-118                                    | 96-125                                     |                                            | Golden State                               | 116-107                                    | 101-121                                    | 116-137                                    |                                            |
| Cleveland           | 101-108                                    | 98-110                                     |                                            | L.A. Clippers                              | 119-128                                    | 95-101                                     | 105-101                                    | 106-117                                    |
| Detroit             | 108-90                                     | 116-102                                    | 110-108                                    | L.A. Lakers                                | 124-136                                    | 120-123                                    | 107-134                                    | 127-113                                    |
| Indiana             | 116-103                                    | 110-116                                    |                                            | Phoenix                                    | 89-110                                     |                                            | 109-116                                    | 121-115                                    |
| Milwaukee           | 113-110                                    | 111-101                                    |                                            | Sacramento                                 | 92-123                                     | 94-103                                     | 111-121 (OT)                               |                                            |
| Division            | 6-5 (Domicile : 3-2; Extérieur : 3-3)      | 6-5 (Domicile : 3-2; Extérieur : 3-3)      | 6-5 (Domicile : 3-2; Extérieur : 3-3)      | Division                                   | 4-13 (Domicile : 1-8; Extérieur : 3-5)     | 4-13 (Domicile : 1-8; Extérieur : 3-5)     | 4-13 (Domicile : 1-8; Extérieur : 3-5)     | 4-13 (Domicile : 1-8; Extérieur : 3-5)     |
| Division Sud-Est    | Division Sud-Est                           | Division Sud-Est                           | Division Sud-Est                           | Division Sud-Ouest                         | Division Sud-Ouest                         | Division Sud-Ouest                         | Division Sud-Ouest                         | Division Sud-Ouest                         |
| Équipe              | Domicile                                   | Extérieur                                  | Extérieur                                  | Équipe                                     | Domicile                                   | Domicile                                   | Extérieur                                  | Extérieur                                  |
| Atlanta             | 92-99                                      | 125-119                                    |                                            | Dallas                                     | 110-125                                    | 113-120                                    | 108-94                                     | 120-103                                    |
| Charlotte           | 98-110                                     | 106-115                                    |                                            | Houston                                    | 96-103                                     | 121-113                                    | 91-111                                     | 104-117                                    |
| Miami               | 102-108                                    | 105-96                                     |                                            |                                            |                                            |                                            |                                            |                                            |
| Orlando             | 107-106                                    | 88-118                                     |                                            | New Orleans                                | 104-111                                    | 87-96                                      | 115-113                                    | 116-115 (OT)                               |
| Washington          | 109-97                                     | 106-113                                    |                                            | San Antonio                                | 106-98                                     | 87-102                                     | 120-108                                    | 99-97                                      |
| Division            | 4-6 (Domicile : 2-3; Extérieur : 2-3)      | 4-6 (Domicile : 2-3; Extérieur : 2-3)      | 4-6 (Domicile : 2-3; Extérieur : 2-3)      | Division                                   | 8-8 (Domicile : 2-6; Extérieur : 6-2)      | 8-8 (Domicile : 2-6; Extérieur : 6-2)      | 8-8 (Domicile : 2-6; Extérieur : 6-2)      | 8-8 (Domicile : 2-6; Extérieur : 6-2)      |
| Conférence          | 13-18 (Domicile : 5-10; Extérieur : 8-8)   | 13-18 (Domicile : 5-10; Extérieur : 8-8)   | 13-18 (Domicile : 5-10; Extérieur : 8-8)   | Conférence                                 | 14-37 (Domicile : 4-22; Extérieur : 10-15) | 14-37 (Domicile : 4-22; Extérieur : 10-15) | 14-37 (Domicile : 4-22; Extérieur : 10-15) | 14-37 (Domicile : 4-22; Extérieur : 10-15) |
| Total               | 27-55 (Domicile : 9-32; Extérieur : 18-23) | 27-55 (Domicile : 9-32; Extérieur : 18-23) | 27-55 (Domicile : 9-32; Extérieur : 18-23) | 27-55 (Domicile : 9-32; Extérieur : 18-23) | 27-55 (Domicile : 9-32; Extérieur : 18-23) | 27-55 (Domicile : 9-32; Extérieur : 18-23) | 27-55 (Domicile : 9-32; Extérieur : 18-23) | 27-55 (Domicile : 9-32; Extérieur : 18-23) |

## Classements

### Saison régulière
| Conférence Ouest | Conférence Ouest                    | Conférence Ouest | Conférence Ouest | Conférence Ouest | Conférence Ouest | Conférence Ouest | Conférence Ouest |
| No               | Franchise                           | Vic.             | Def.             | MJ               | V/D              | GB               |                  |
| ---------------- | ----------------------------------- | ---------------- | ---------------- | ---------------- | ---------------- | ---------------- | ---------------- |
| 1                | c - Thunder d'Oklahoma City         | 57               | 25               | 82               | .695             | -                |                  |
| 2                | x - Nuggets de Denver               | 57               | 25               | 82               | .695             | -                |                  |
| 3                | x - Timberwolves du Minnesota       | 56               | 26               | 82               | .683             | 1                |                  |
| 4                | y - Clippers de Los Angeles         | 51               | 31               | 82               | .622             | 6                |                  |
| 5                | y - Mavericks de Dallas             | 50               | 32               | 82               | .610             | 7                |                  |
| 6                | x - Suns de Phoenix                 | 49               | 33               | 82               | .598             | 8                |                  |
|                  |                                     |                  |                  |                  |                  |                  |                  |
| 7                | x - Pelicans de La Nouvelle-Orléans | 49               | 33               | 82               | .598             | 8                |                  |
| 8                | x - Lakers de Los Angeles           | 47               | 35               | 82               | .573             | 10               |                  |
| 9                | pi - Kings de Sacramento            | 46               | 36               | 82               | .561             | 11               |                  |
| 10               | pi - Warriors de Golden State       | 46               | 36               | 82               | .561             | 11               |                  |
|                  |                                     |                  |                  |                  |                  |                  |                  |
| 11               | o - Rockets de Houston              | 41               | 41               | 82               | .500             | 16               |                  |
| 12               | o - Jazz de l'Utah                  | 31               | 51               | 82               | .378             | 26               |                  |
| 13               | o - Grizzlies de Memphis            | 27               | 55               | 82               | .329             | 30               |                  |
| 14               | o - Spurs de San Antonio            | 22               | 60               | 82               | .268             | 35               |                  |
| 15               | o - Trail Blazers de Portland       | 21               | 61               | 82               | .256             | 36               |                  |

| Division Sud-Ouest           | V  | D  | MJ | V/D  | GB | Dom   | Ext   | Div  |
| ---------------------------- | -- | -- | -- | ---- | -- | ----- | ----- | ---- |
| y - Mavericks de Dallas      | 50 | 32 | 82 | .610 | -  | 25-16 | 25-16 | 11-5 |
| x - Pelicans de Nlle-Orléans | 49 | 33 | 82 | .598 | 1  | 21-19 | 28-14 | 9-7  |
| o - Rockets de Houston       | 41 | 41 | 82 | .500 | 9  | 27-14 | 14-27 | 9-7  |
| o - Grizzlies de Memphis     | 27 | 55 | 82 | .329 | 23 | 9-32  | 18-23 | 8-8  |
| o - Spurs de San Antonio     | 22 | 60 | 82 | .268 | 28 | 12-29 | 10-31 | 3-13 |

### NBA In-Season Tournament
| Rang | Équipe                    | Pts | J | G | P | Pp  | Pc  | Diff |
| ---- | ------------------------- | --- | - | - | - | --- | --- | ---- |
| 1    | Lakers de Los Angeles     | 8   | 4 | 4 | 0 | 494 | 420 | 74   |
| 2    | Suns de Phoenix           | 7   | 4 | 3 | 1 | 480 | 446 | 34   |
| 3    | Jazz de l'Utah            | 6   | 4 | 2 | 2 | 469 | 482 | -13  |
| 4    | Trail Blazers de Portland | 5   | 4 | 1 | 3 | 416 | 455 | -39  |
| 5    | Grizzlies de Memphis      | 4   | 4 | 0 | 4 | 430 | 486 | -56  |